# Хайрюзовка (Куйтунский район)
Хайрюзовка — упразднённый посёлок в Куйтунском районе Иркутской области России. Входил в состав Мингатуйского муниципального образования. Находится примерно в 190 км к западу от районного центра.

## История
Упразднён 10 июля 2014 года

## Население
| 2002 | 2010 | 2011 | 2012 |
| ---- | ---- | ---- | ---- |
| 2    | ↘0   | →0   | →0   |